# Рокки и Бульвинкль (мультфильм)
Рокки и Бульвинкль — короткометражный компьютерный мультфильм студии DreamWorks Animation SKG режиссёра Гари Труздейла («Красавица и Чудовище») о бельчонке Роки и лосёнке Бульвинкле, персонажах одноимённого мультсериала. Мультфильм прошёл свой первый показ в кинотеатрах вместе с мультфильмом «Приключения мистера Пибоди и Шермана» 7 марта 2014 года.

## Сюжет
Продолжение приключений неугомонных Рокки и Бульвинкля.

## Озвучка
| - Том Кенни — Бульвинкль - Джун Форей — Рокки | - Лаури Фрайзер — Наташа - Роберт Кайт — Борис |

## Интересные факты
- Джун Форей при озвучивании было 96 лет. Интересно и то, что именно она более 50 лет назад озвучивала бельчонка Рокки в мультсериале.
- Здесь Рокки и Бульвинкль впервые появились в компьютерно-анимационном виде.
- Том Кенни ранее озвучивал Губку Боба[1], Кролика из «Винни-Пуха» и других известных персонажей мультфильмов.
- Вторая короткометражка DreamWorks, показанная в кинотеатрах (первой был «Первый полёт»).